# Мария Оулафсдоуттир
Мари́я Оулафсдо́уттир (Олафсдо́ттир) (исл. María Ólafsdóttir), также известная как Мария О́улафс (О́лафс) (англ. María Ólafs) (21 марта 1993, Блёндюоус, Исландия) — исландская певица, представлявшая Исландию на конкурсе песни «Евровидение-2015» с песней «Unbroken».

## Биография
Мария родилась 21 марта 1993 года в маленьком исландском городке Блёндюоус, а потом пошла в школу в столице страны — Рейкьявике.

### Евровидение

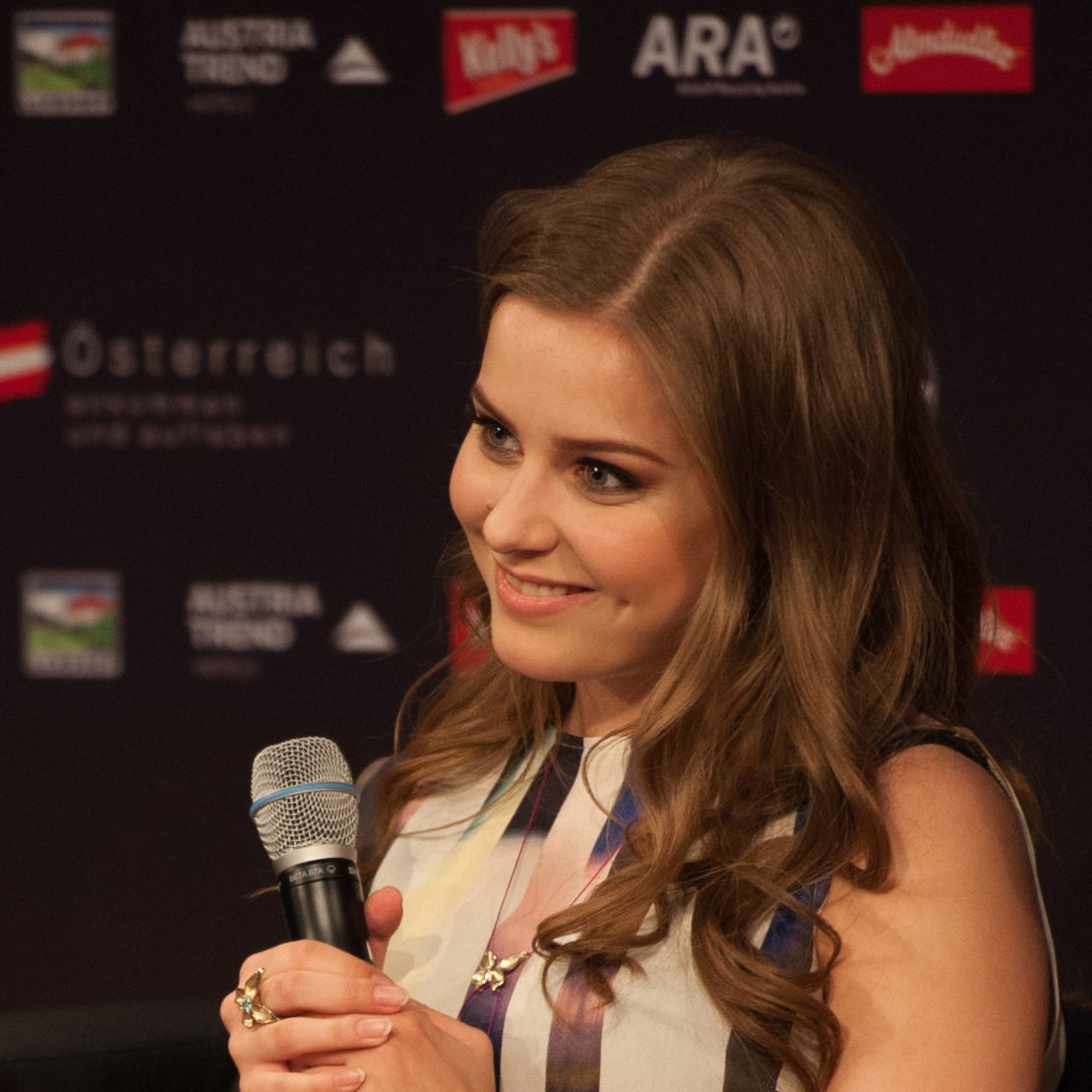
Мария Оулафсдоуттир на конференции перед «Евровидением-2015»

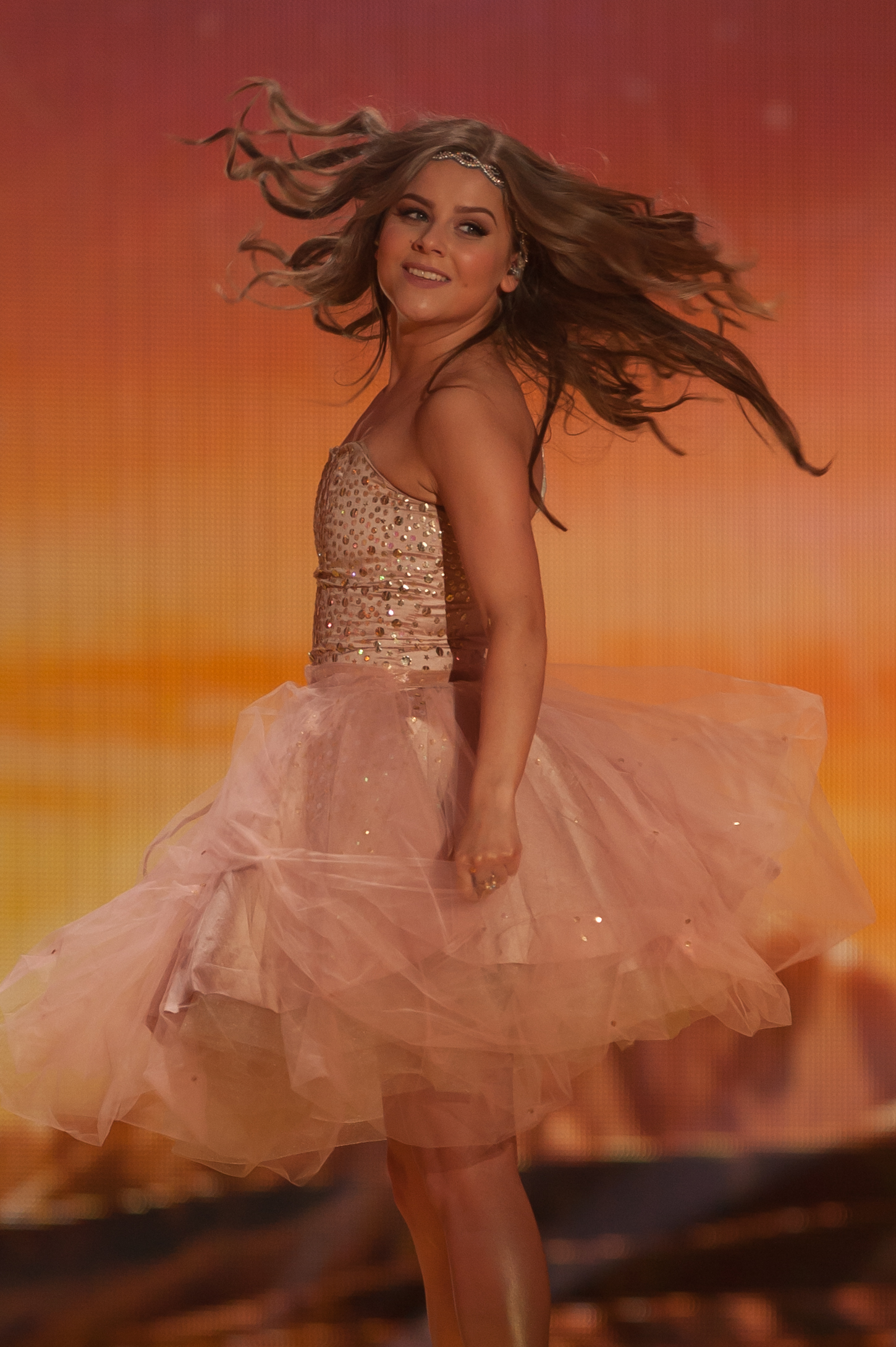
Перед выступлением во втором полуфинале

В декабре 2014 года стало известно, что Мария приняла участие в местном отборочном фестивале Söngvakeppnin 2015. Несмотря на то, что она выиграла национальный отбор, на самом «Евровидении» она не прошла в финал, выступив во втором полуфинале. Тогда она набрала 14 очков и заняла 15-е место, выступив под номером 12.

## Дискография
- Lítil skref (2015)
- Unbroken (2015)

## Интересные факты
- Песня «Lítil skref» является исландоязычным вариантом «Unbroken».